# Killer Kane
Killer Kane war eine 1975 gegründete Rock-Band, die vom ehemaligen New-York-Dolls-Bassisten Arthur Kane gegründet wurde. Die Band veröffentlichte im Jahr ihrer Gründung eine 7-Inch-Single und löste sich danach auf. Bekanntestes Mitglied, neben Kane war der spätere W.A.S.P.-Sänger Blackie Lawless.

## Geschichte
Die Band wurde im Mai 1975 in Florida von dem ehemaligen New-York-Dolls-Bassisten Arthur „Killer“ Kane gegründet, nachdem sich die New York Dolls aufgelöst hatten. Als Sänger nahm er Blackie Goozeman, der später unter dem Namen Blackie Lawless bekannt wurde. Lawless, der mit W.A.S.P. populär wurde, hatte zuvor kurzfristig Johnny Thunders Funktion als Sänger bei der letzten Tour der New York Dolls übernommen. Kane verschob nach der Gründung der gelegentlich Killer Kane Band genannten Gruppe den Standort der Band nach Los Angeles. Weitere Mitglieder waren Gitarrist Andy Jay von Motor City Bad Boys und Schlagzeuger Jimi Image der später mit Lawless bei der Gruppe Sister spielte.
Killer Kane veröffentlichte 1975 eine drei Songs umfassende 7-Inch-Single mit dem Titel Mr. Cool. Auf der A-Seite der Platte befand sich der Titeltrack, auf der B-Seite die beiden Songs Long Haired Woman und Don’t Need You. Die Single wurde spät in der Nacht Live eingespielt und von Kane, ohne Einwilligung der anderen Bandmitglieder, an das Label Whiplash Records weitergegeben. Trotz einer positiven Rückschau auf die Zeit mit Killer Kane beklagte Andy Jay noch Jahre später, er habe nie Tantieme für die Aufnahme erhalten. Die Single blieb die einzige Veröffentlichung der Band. Nach einigen wenigen Auftritten 1975 und 1976 im Großraum von Los Angeles trennte sich die Gruppe, aufgrund mangelnden Interesses und geringen Erfolges. Beim letzten Auftritt der Gruppe in Los Angeles spielte Kane noch „wie weggetreten“ nachdem die anderen Musiker bereits abgegangen waren.
Lawless nahm 1985 den Song Mr. Cool mit seiner Band W.A.S.P. für das Album The Last Command in leicht umarrangierter Form und mit dem Titel Cries In The Night neu auf. Schlagzeuger Jimi Image war 1989 auf dem W.A.S.P.-Album The Headless Children einer von elf Gastsängern (u. a. Lita Ford), die für das Stück Thunderhead Backing Vocals beisteuerten. Arthur Kane starb am 13. Juli 2004 im Alter von 55 Jahren an Leukämie.

## Diskografie
- 1975: Mr. Cool (7″-Single)